# روبرتو سورينتينو
روبرتو سورينتينو (بالإيطالية: Roberto Sorrentino)‏ هو لاعب كرة قدم ومدرب كرة قدم إيطالي في مركز حراسة المرمى، ولد في 14 أغسطس 1955 في نابولي في إيطاليا. لعب مع نادي بولونيا ونادي كاتانيا ونادي كالياري ونادي نابولي.